# 自動車用語一覧
自動車用語一覧（じどうしゃようごいちらん）では自動車関連で使用される専門用語をリストする。

## 50音順

### あ行

#### あ
- アーシング
- アイドリング
- アクティブ・ヨー・コントロール
- アダプティブ・フロントライティング・システム
- アッカーマン・ジャントー
- アフターファイアー
- アンチロック・ブレーキ・システム

#### い
- インストールメントパネル
- インテークマニホールド

#### え
- エンジン
  - ガソリンエンジン
    - ガソリン直噴エンジン

  - ディーゼルエンジン
  - ロータリーエンジン
  - 2サイクルエンジン
  - 4サイクルエンジン
    - オットーサイクル
    - ミラーサイクル
    - アトキンソンサイクル
- エンジンオイル
- エンジンブレーキ

#### お
- オートマチックトランスミッション
- オートローン
- オフロード
- オルタネーター
- オンロード

### か行

#### か
- ガソリン
  - 無鉛レギュラーガソリン
  - 無鉛プレミアムガソリン
  - 有鉛ガソリン
- 貨物自動車
  - カーゴトラック
  - タンクローリー
  - ダンプカー
- ガソリン税

#### き
- キックダウン

#### く
- クラッチ
- クルーズコントロール
- グレード
- クランクシャフト

#### こ
- コンパクトカー
- コネクティングロッド

### さ行

#### さ
- サスペンション
  - 独立懸架式
    - マルチリンク式
    - ダブルウィッシュボーン式(ニーアクション式)
    - マクファーソンストラット式
    - パラレルリンクストラット式
    - セミトレーリングアーム式サスペンション

  - 車軸式
    - トーションビーム式
    - ド・ディオンアクスル
    - トレーリングツイストビーム式

  - リーフ式サスペンション
  - コイルスプリング式サスペンション
  - エアサスペンション
  - ハイドロニューマチック・サスペンション
  - 電子制御サスペンション
  - アクティブサスペンション

#### し
- シフト
- シリンダー
- 衝突安全ボディ
- 自動車税
  - 消費税
  - 自動車取得税
  - 自動車重量税
- 自動車保険
  - 強制保険
  - 任意保険
  - 自賠責保険
- 車両重量
  - 最大積載量
  - 乗車定員
  - 車両総重量
- ショックアブソーバー

#### す
- スターター
- ステアリング(操舵特性)
  - アンダーステア
  - オーバーステア
  - ニュートラルステア
  - コンプライアンスステア
- ステアリング・ホイール
- ステアリングコラム
  - チルトステアリング
  - テレスコピックステアリング
  - コラプシブルステアリング
- スマート・ルームミラー

#### せ
- セミオートマチックトランスミッション

#### そ
- 走行性能

### た行

#### た
- ターボチャージャー
- ターボラグ

#### ち
- チューニングカー

#### と
- 独立懸架
- ライト
  - ヘッドライト
  - テールライト
- ドア 乗用車・貨物自動車用
  - 開き戸 (前ヒンジ式・観音開き式)
  - スライドドア バス用
  - 折戸
  - 引き戸
  - プラグドア(スイングドア)
- ドアミラー
- ドリフト
- ドライビングポジション
- トルクコンバータ

### な行

#### な
- ナンバープレート

#### に
- 日本自動車工業会
- 日本自動車車体工業会
- 日本自動車連盟
- 日本自動車タイヤ協会
- 日本車
  - 国内専用車
  - ノックダウン生産

#### の
- 乗り心地性能
  - ノイズ
  - バイブレーション
  - 騒音・振動・ハーシュネス
  - ピッチング
  - ロール (ローリング)

### は行

#### は
- バックファイア
- バックミラー
- バス (交通機関)
- バン
- バンパー

#### ひ
- ヒール・アンド・トウ
- ピストン

#### ふ
- ブローバイガス
- フェンダー
- ブラインドスポットモニター
- プラットフォーム
- フレーム
- フェンダー (自動車)
- フェンダーミラー
- フライ・バイ・ワイヤ
- ブレーキ
- フライホイール
  - ドラムブレーキ
  - ディスクブレーキ
    - ベンチレーテッドディスクブレーキ

  - 油圧ブレーキ
  - フルエアブレーキ
  - 空気油圧複合ブレーキ
  - 補助ブレーキ
    - 排気ブレーキ
    - 圧縮開放ブレーキ

  - ブレーキシュー
  - ブレーキパッド
  - ブレーキフルード
  - ブレーキライニング
  - ブレーキローター

#### ほ
- ボディ (車体)
  - ボンネット
  - フェンダー (自動車)
  - ルーフ
- ボディサイズ
  - 全長
  - 全幅
  - 全高
- ボディ
  - ボディ剛性
  - サンルーフ
- ボンネット

### ま行

#### ま
- マニュアルトランスミッション

#### み
- ミスファイアリングシステム

#### も
- モータリゼーション

### ら行

#### ら
- ラッシュアジャスター
- ラジエーター

#### り
- リターダー

#### ろ
- ローリング (ロール)
- ロータリーエンジン
- ロッカーアーム

## 英略字
- ABS
- ASC
- ASR
- AYC
- AWC
- Byワイヤ
- CDI
- DI
- DLI
- DSC
- DSG
- EBS
- ECB
- ECCS
- ECGI
- EFI
- EGI
- ESC
- ESP
- OHC
- OHV
- VDC
- VDIM
- VSC
- SI表示
- SOHC
- SV
- TCS
- TCL
- TEMS
- TRC
- AWD
- FF
- FR
- MR
- RR
- OHC
  - SOHC
  - DOHC
- 4WD
  - パートタイム4WD
  - フルタイム4WD
- 4WS